# Jacqueline Pfeifer
Jacqueline Pfeifer (geboren als Jacqueline Lölling) (Weidenau, 6 februari 1995) is een Duitse skeletonracer. Ze vertegenwoordigde haar vaderland op de Olympische Winterspelen 2018 in Pyeongchang.

## Carrière
Lölling won de gouden medaille bij het skeleton op de Olympische Jeugdwinterspelen 2012 in Innsbruck. In 2014 en 2015 werd de Duitse wereldkampioene skeleton bij de junioren.
Wereldkampioenschappen
Tijdens de wereldkampioenschappen skeleton 2015 in Winterberg veroverde ze de zilveren medaille in de individuele wedstrijd. Op de wereldkampioenschappen skeleton 2016 in Igls eindigde de Duitse als negende in de individuele wedstrijd. Samen met Michael Zachrau, Stephanie Schneider, Anne Lobenstein, Nico Walther en Jannis Bäcker eindigde ze op de vierde plaats in de landenwedstrijd (bobslee/skeleton). In Königssee nam Lölling deel aan de wereldkampioenschappen skeleton 2017. Op dit toernooi werd ze wereldkampioene in de individuele wedstrijd en in de landenwedstrijd sleepte ze samen met Axel Jungk, Mariama Jamanka, Franziska Bertels, Johannes Lochner en Christian Rasp ook de wereldtitel in de wacht. Op het WK van 2019 werd ze tweede, op het WK van 2020 individueel vierde en wereldkampioen met Alexander Gassner op het nieuwe onderdeel gemengd team. Op het WK van 2021 behaalde ze twee tweede plaatsen, op het onderdeel gemengd team weer met Gassner.
Olympische Spelen
Op de Winterspelen van 2018 behaalde ze Individueel de zilveren medaille.
Wereldbeker
Bij haar wereldbekerdebuut, in november 2015 in Altenberg, stond Lölling met een derde plaats op het podium. Op 7 januari 2017 boekte ze in Altenberg haar eerste wereldbekerzege, tot en met het seizoen 2020/2021 volgden er nog elf. In het seizoen 2016/2017 behaalde ze de eindzege in de wereldbeker skeleton. Deze prestatie herhaalde ze in 2017/2018 en 2019/2020.

## Privéleven
Vanaf het seizoen 2023/24 kwam ze uit onder Jacqueline Pfeifer.

## Resultaten

### Olympische Spelen
| Jaar | Plaats      | Resultaat |
| ---- | ----------- | --------- |
| 2018 | Pyeongchang | Zilver    |
| 2022 | Peking      | 8e        |

### Wereldkampioenschappen
| Jaar | Plaats       | Resultaat                         |
| ---- | ------------ | --------------------------------- |
| 2015 | Winterberg   | Individueel                       |
| 2016 | Igls         | 9e Individueel 4e Landenwedstrijd |
| 2017 | Königssee    | Individueel · Landenwedstrijd     |
| 2019 | Whistler     | Individueel                       |
| 2020 | Altenberg    | 4e Individueel · Gemengd team     |
| 2021 | Altenberg    | Individueel · Gemengd team        |
| 2023 | Sankt Moritz | 7e Individueel                    |

### Wereldbeker
Eindklasseringen
| Seizoen   | Rang   |
| --------- | ------ |
| 2015/2016 | Zilver |
| 2016/2017 | Goud   |
| 2017/2018 | Goud   |
| 2018/2019 | 5e     |
| 2019/2020 | Goud   |
| 2020/2021 | 4e     |
| 2021/2022 | 10e    |
| 2022/2023 | 25e    |

Wereldbekerzeges
| Datum            | Plaats      |
| ---------------- | ----------- |
| 7 januari 2017   | Altenberg   |
| 27 januari 2017  | Königssee   |
| 17 maart 2017    | Pyeongchang |
| 24 november 2017 | Whistler    |
| 8 december 2017  | Winterberg  |
| 5 januari 2018   | Altenberg   |
| 19 januari 2018  | Königssee   |
| 14 december 2018 | Winterberg  |
| 15 februari 2019 | Lake Placid |
| 7 december 2019  | Lake Placid |
| 17 januari 2020  | Innsbruck   |
| 22 januari 2021  | Königssee   |

- Gemeinsame Normdatei: 1201827663
- Virtual International Authority File: 551157704198344440004